# QTI (bestandstype)
IMS QTI (IMS Question and Test Interoperability) is een manier om vragenreeksen op te slaan en uit te wisselen; het is een standaard die gebruikt wordt door elektronische leeromgevingen als Blackboard, itslearning en Moodle. Verder wordt het gebruikt voor uitwisseling door toetsbeheerapplicaties als Ans, Respondus, QuestionMark Perception, Testvision, RemindoToets, Optimum Assessment (QTI3.0), WinToets en Woots.
| QTI | Status | Ingebruikname |
| --- | ------ | ------------- |
| 1.0 | final  |               |
| 1.1 | final  |               |
| 1.2 | final  | 2003          |
| 2.0 | final  | 2005          |
| 2.1 | final  | 2012          |
| 2.2 | final  | 2015          |
| 3.0 | final  | 2022          |

## Implementatie in Nederland
De standaard wordt in Nederland ondersteund door de stichting Kennisnet. In 2009 is er overleg met diverse partijen in Nederland geweest, om te kijken of versie 2.1 zou kunnen worden omarmd. Door het uitblijven van een 'Final'-versie is besloten het besluit hierover vooruit te schuiven. Oktober 2010 is een nieuw overleg geweest en daar is besloten nogmaals te kijken of we kunnen komen tot een NL-acceptatie van een deel van IMS QTI 2.1. Binnen dit 'Project inventarisatie implementatie IMS QTI 2.1' participeren onder meer de stichting Kennisnet, SURFdiensten, de gezamenlijke uitgeverijen (GEU), vertegenwoordigers van software- en websitebedrijven en vertegenwoordigers van het onderwijs.
Doel van de uitwerking van IMS QTI voor Nederland, is het mogelijk maken uitgebreide itembanken te kunnen importeren uit en exporteren naar alle systemen waarbinnen sprake is van toetsing. Door binnen Nederland duidelijke afspraken te maken met makers van software én de beheerders van de content, hoopt men verder uitwisseling van leermateriaal tussen onderwijsinstellingen te kunnen promoten.